# حج القحف
حَجُّ القِحْف هو عملية جراحية يتم فيها إزالة جزء من الجمجمة مؤقتاً للوصول إلى المخ، ويجب التفرقة بينها وبين عملية نقب الجمجمة، وقطع القحف (والتي لا يعاد فيها الجزء المستأصل من الجمجمة فوراً لينتفخ المخ مما يقلل الضغط داخل الجمجمة).

## دواعي الإجراء
- الإصابات الدماغية الرضية
- زراعة محفزات عميقة للدماغ لعلاج مرض باركنسون والصرع والرعاش المخيخي
- تصوير المخ أثناء إجراء عمليات معينة أو التحفيز الكهربي
- حالات أم الدم الدماغية
- إزالة ورم دماغي
- أخذ عينة من نسيج ما
- تصريف سوائل خراج في الدماغ
- إصلاح التشوهات الشريانية الوريدية
- إزالة أورام دموية[4]

## الموانع
لا توجد موانع للإجراء لكن حالات معينة تجعلها عملية خطرة، ويترك التقييم للطبيب:
- تقدم السن
- ضعف الحالة الوظيفية
- مرض قلبي رئوي خطير
- انهيار صحي حاد يستدعي عناية مركزة كتعفن الدم[5]

## الخطوات

شكل تخطيطي لحج القحف

يمكن إجراؤها بعد تخدير كلي أو موضعي، وفي العادة لا تسبب إزعاجاً للمريض، وتسبق بتصوير بالرنين المغناطيسي لمعرفة موضع إزالة العظام بدقة وزاوية الدخول لأنسجة المخ، ويعتمد حجم العظم المزال على الغرض من الإجراء، ثم تتم إعادة شريحة العظم المزالة وتثبيتها بألواح ومسامير من التيتانيوم أو أي وسيلة أخرى كالسلوك والخيوط الجراحية.

## المضاعفات

### مضاعفات مبكرة

#### ورم دموي
في موضع الجراحة لأسباب عديدة كورم متبقي بعد الجراحة أو ارتفاع ضغط الدم، ويعاني المريض من غياب الوعي أو عجز عصبي ما، ويتم إجراء جراحة أخرى لتفريغ الدم.

#### نوبات صرع
بسبب اضطراب في أنسجة المخ، تتم متابعة المريض عن طريق تخطيط أمواج الدماغ، ويعالج المريض بالأدوية فقط إذا لم يوجد خلل في بنية المخ كالنزيف المتني، ومن الشائع إعطاء المريض عقاراً مضاداً للصرع لمدة سبعة أيام بعد الجراحة كوقاية، قديماً كان الفينيتوين والآن تزايد استخدام عقار ليفي تيرا سيتام لأنه أقل في التداخل الدوائي.

#### تسرب السائل النخاعي
بسبب عدم غلق الجرح جيداً، فيكون كتلة مجسوسة من سائل رائق أسفل الفتحة، ويعالج عن طريق إعادة فتح الجرح وفحصه ثم إغلاقه، أو إجراء تحويلة للسائل النخاعي، أو تركيب منزح، أو إعادة خياطة الجرح.

#### احتشاء الدماغ
بسبب سكتة دماغية ناتجة عن إصابة لشريان أو وريد رئيسي بسبب الجراحة؛ مما يسبب عجزاً عصبياً في الكلام أو الرؤية أو خدراً أو ضعفاً، وتتم متابعة المريض عن طريق التصوير بالرنين المغناطيسي، ويتطلب معالجة داعمة ومعرفة مصدر الجلطة.

#### استرواح الرأس
هواء داخل القحف يؤدي إلى ارتباك وخمول وصداع ونوبات صرع وغثيان وقيء، ويعالج المريض باستنشاق أكسجين 100%

### مضاعفات متأخرة

#### التهاب السحايا
قد يكون بكتيرياً أو فيروسياً، يحدث ل 0,8% إلى 1,5% من الخاضعين للجراحة، وتبعاً ل (Journal of Neurosurgery) يعد استخدام الستيرويد في الفترة حول العملية والنزح البطيني من عوامل الإصابة بالتهاب السحايا بعد العملية.
و في دراسة أعدت على 334 شخص خضعوا للجراحة ذكوراُ وإناثاً، وجد أن الإصابات الدماغية الرضية سبب رئيسي للإصابة بالتهاب السحايا البكتيري.
وهناك تقارير من مشفى (Erasme) للأمراض المعدية عن حالات عدوى أثناء إجراء الجراحة أو عن طريق الجلد أو الدم أو عدوى بالطريق الراجع.
وتصاحب تحويلة السائل النخاعي عدوى لأسباب عديدة كتسريب السائل النخاعي أو عدم كفاءة الجراح أو صغر أو كبر سن المريض.
يعاني المصاب بالعدوى من حمى مصحوبة برجفة ويصبح الجرح أحمر اللون متصلباً وقد يفرز صديداً، ويعالج إما بمضادات حيوية فقط أو جراحة لتنظيف الجرح يليها استخدام طويل المدى للمضادات الحيوية.

#### نوبات صرع
قد تتكون بؤرة مولدة للصرع بسبب التندب (الدباق)